# 皮爾瓦尼山 (科拉尼區)
13°48′45″S 70°39′47″W / 13.81250°S 70.66306°W
皮爾瓦尼山（Pirhuani），是秘魯的山峰，位於該國東南部普諾大區，由卡拉瓦亞省的科拉尼區負責管轄，屬於韋爾卡努塔山脈的一部分，海拔高度約5,100米。